# Mittelmeer-Seequappe
Die Mittelmeer-Seequappe (Gaidropsarus mediterraneus) ist ein Knochenfisch aus der Ordnung der Dorschartigen (Gadiformes). Sie kommt in der Nordsee, im Mittelmeer und im Schwarzen Meer, an der Küste des nordwestlichen Afrikas und an der europäischen Atlantikküste bis zum südlichen Norwegen vor.

## Merkmale
Die Fischart erreicht eine maximale Gesamtlänge von 50 Zentimetern. Sie ist auf dem Rücken braun, manchmal mit einem rötlichen Einschlag oder einem gesprenkelten Muster gefärbt. Der Bauch ist heller. Die unpaaren Flossen haben einen dunklen Rand. Die erste Rückenflosse ist kurz, etwa so lang wie die Schnauze (bei Fischen der Abstand vom vorderen Augenrand bis zur Maulspitze) oder kürzer. Die Brustflossen werden von 15 bis 18 Flossenstrahlen gestützt. Im Maul befinden sich keine auffällig vergrößerten Zähne. An der Schnauze befinden sich fünf Barteln, von denen eine an der Spitze des Unterkiefers liegt und die vier anderen paarweise am vorderen Oberkiefer bzw. vor den Nasenöffnungen angeordnet sind.

## Lebensraum und Lebensweise
Die Mittelmeer-Seequappe lebt boden- und küstennah von der Gezeitenzone bis in Tiefen von ca. 60 Metern, an der nordafrikanischen Küste auch in größeren Tiefen von 200 bis 450 Metern. Dabei werden bewachsene Felsböden bevorzugt. Sie ernährt sich hauptsächlich von Fischen, Krebstieren, Würmern und Algen. Im Mittelmeer und im Schwarzen Meer laichen die Fische von September bis März, im Nordostatlantik von April bis September. Eier und Larven sind pelagisch. Mittelmeer-Seequappen sind schnellwüchsig und erreichen am Ende des ersten Lebensjahres eine Länge von 10 Zentimetern, im Alter von zwei Jahren 20 Zentimeter Länge und mit drei Jahren eine Länge von 30 Zentimetern. Mittelmeer-Seequappen werden nicht gezielt befischt, gelangen aber als Beifang auf die Fischmärkte.